# Bez Cenzury
Bez Cenzury – warszawski zespół hip-hopowy założony przez grupę raperów: Ero (Bielany), Łysola (Ochota), Siwersa (Targówek). 23 lutego 2006 r. zespół wydał debiutancki album zatytułowany Klasyk.

## Dyskografia
Albumy
| Tytuł              | Dane dot. albumu                                    | Pozycja na liście |
| Tytuł              | Dane dot. albumu                                    | POL               |
| ------------------ | --------------------------------------------------- | ----------------- |
| Klasyk             | - Data: 23 lutego 2006 - Wydawca: EmbargoNagrania   | 4                 |
| Sequel (oraz JWP)  | - Data: 16 października 2015 - Wydawca: RHW Records | 14                |
| Koledzy (oraz JWP) | - Data: 19 czerwca 2020 - Wydawca: Of Label         | 2                 |

Mixtape'y
| No1 w Polsce (oraz JWP)                  | - Data: 20 grudnia 2013 - Wydawca: RHW Records  | – |
| Jot-Wu-Pe Clan (oraz DJ Tuniziano i JWP) | - Data: 13 grudnia 2014 - Wydawca: RHW Records  | – |
| 20 (oraz JWP)                            | - Data: 20 stycznia 2017 - Wydawca: RHW Records | 3 |
| „–” oznacza, że album nie był notowany.  |                                                 |   |

Inne
| Album                            | Rok  | Utwór                                                                     | Źródło |
| -------------------------------- | ---- | ------------------------------------------------------------------------- | ------ |
| WhiteHouse – Kodex 3: Wyrok      | 2007 | „Gwóźdź programu” (gościnnie: Bez Cenzury)                                | [ 10 ] |
| Prosto Mixtape Kebs (kompilacja) | 2012 | Bez Cenzury, DJ Kebs – „Intro” Bez Cenzury, Miki, JWP – „Zanim zaczniesz” | [ 11 ] |
| Siwers – Bez ceregieli           | 2013 | „Egzekucyjny pluton” (gościnnie: JWP, Bez Cenzury, Bzyker, Pih)           | [ 12 ] |

## Teledyski
| Tytuł | Rok  | Reżyseria                            | Album               | Źródło |
| --- | ---- | ------------------------------------ | ------------------- | ------ |
| „Reprezentuję siebie” (gościnnie: Wwarstwa, THS Klika, Reposta, Tomiko & Siwers, JurasWigor, Sokół, JWP Maffia, Jacenty, Lui, Hemp Gru, Ko1Fu, Pyskaty, Jogi) | 2006 | —                                    | Klasyk              | [ 13 ] |
| „Bez Cenzury” | 2006 | —                                    | Klasyk              | [ 14 ] |
| „Przesiąknięci dźwiękiem” (gościnnie: Foster, Mercedresu) | 2006 | —                                    | Klasyk              | [ 15 ] |
| „Tworzymy historię” (oraz JWP) | 2011 | Intelect                             | No1 w Polsce        | [ 16 ] |
| „Panorama” (oraz JWP) | 2012 | Letemknow Sequence                   | —                   | [ 17 ] |
| „Blam” (oraz JWP) | 2013 | Kuba Łubniewski, Bartosz Piotrowski  | No1 w Polsce        | [ 18 ] |
| „Szesnastki” (oraz JWP) | 2013 | Intelect                             | No1 w Polsce        | [ 19 ] |
| „Na dnie (Remix)” (oraz JWP) | 2014 | —                                    | No1 w Polsce        | [ 20 ] |
| „Dawaj milion” (oraz DJ Tuniziano, JWP; gościnnie: Warszafski Deszcz)                                                                                         | 2014 | Kuba Bujas                           | Jot-Wu-Pe Clan      | [ 21 ] |
| „Jesteśmy wszędzie” (oraz JWP) | 2014 | Kuba Łubniewski                      | Sequel              | [ 22 ] |
| „Atomy” (oraz JWP) | 2015 | —                                    | Sequel              | [ 23 ] |
| „Iceman” (oraz JWP) | 2015 | Jakub Suwiński, Aleksandra Sworowska | Sequel              | [ 24 ] |
| „Szaman” (oraz JWP) | 2015 | Kuba Łubniewski, Paweł Tarasiewicz   | Sequel              | [ 25 ] |
| Inne |      |                                      |                     |        |
| Bez Cenzury, Miki, JWP – „Zanim zaczniesz” | 2012 | R5 Films                             | Prosto Mixtape Kebs | [ 26 ] |

## Nagrody i wyróżnienia
| Rok  | Kategoria | Tytułem                                                            | Nagroda     | Nota      | Źródło |
| ---- | --------- | ------------------------------------------------------------------ | ----------- | --------- | ------ |
| 2015 | Klip roku | DJ Tuniziano i JWP/BC gościnnie Warszafski Deszcz – „Dawaj milion” | Sztosy 2014 | Nominacja | [ 27 ] |